# Villa agrippina
Villa agrippina är en tvåvingeart som först beskrevs av Osten Sacken 1887.  Villa agrippina ingår i släktet Villa och familjen svävflugor. Inga underarter finns listade i Catalogue of Life.